# نظرية هيب

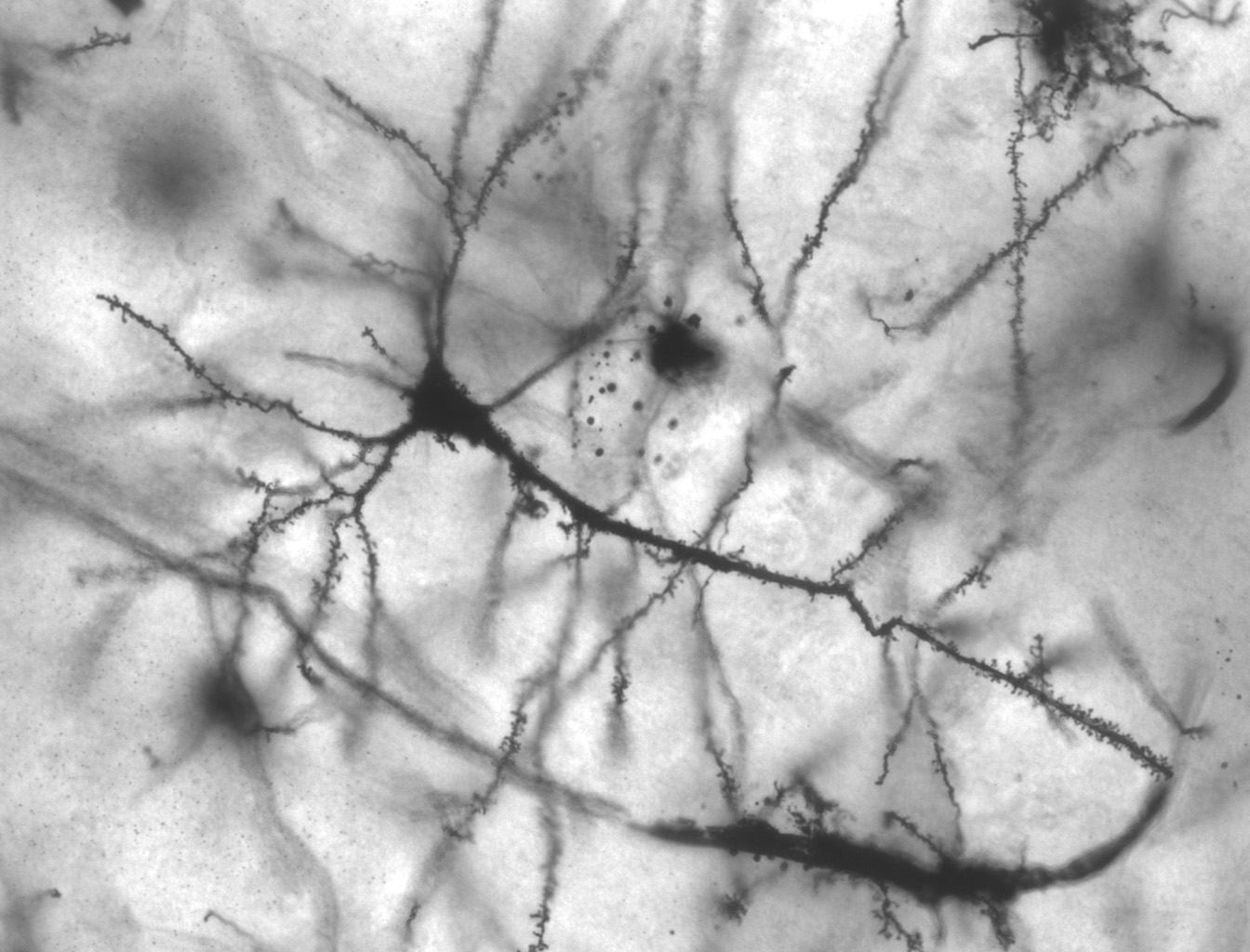
خلية عصبية هرمية ملونة باستخدام تقنية جولجي في منطقة الحُصين لمريض صرع، مع تكبير يبلغ 40 ضعفًا.

نظريّة هيب نظريّةٌ في العلوم العصبيّة، تطرحُ تفسيراً للتكيُّف والتلاؤم الذي تبديه العصبونات في الدماغ خلال عمليّة التعلُّم. تصف النظريّة آليةً أساسيّة للدونة المشبكيّة؛ حيث تنشأ زيادة الكفاءة المشبكيّة من التحفيز المستمر والمتكرر للخليّة قبل المشبكيّة. يُطلَق على النظريّة أيضاً اسم قانون هيب (الإنجليزيّة: Hebb's rule) ومُسلَّمة هيب (الإنجليزيّة: Hebb's postulate) ونظريّة التجمُّع الخلويّ (الإنجليزيّة: cell assembly theory). وقد قدَّم دونالد هيب هذه النظريّة عام 1949 في كتابه تنظيم السلوك (الإنجليزيّة: The Organization of Behavior)؛ إذ قال هيب الآتي:
لنفترض أنه هناك نشاط متعاكس مستمر ومتكرر يحث متغيرات خلوية التي تدعم استقرارها .... وعندما يكون محور عصبي من خلية "أ" قريب كفاية لخلية "ب" بحيث يثيرها بشكل متكرر و مستمر، فإن عملية النمو أو التمثيل الغذائي تتغير في الخليتين بحيث تزيد الكفاءة فيهما . 
تُلخَّص النظرية عادةً بعبارة بأن «الخلايا التي تقدح معاً ترتبط معاً». بالطبع لا ينبغي أن يُؤخذ هذا الإيجاز بشكله حرفيّ. أكد هيب أن الخلية A تحتاج إلى «المشاركة في قدح» الخلية B وتحدث هذه العلاقة السببية فقط إذا كانت الخلية A تقدح قبل الخلية B، وليس في حالة انقداحهما معاً. وقد ألمح هذا الجانب الهام من السببية في عمل هيب بما هو معروفٌ الآن باللدونة المعتمدة على التوقيت، والتي تتطلب أسبقيّة مؤقتة.
تحاول النظرية شرح التعلم الترابطيّ أو التعلُّم الهبيّ، والذي يؤدي التنشيط التحفيزيّ للخلايا فيه إلى زيادة واضحة في القوة المشبكيّة بين هذه الخلايا. كما توفّر النظريّة أساساً بيولوجياً لطرائق التعلُّم الخالية من الأخطاء وإعادة تأهيل الذاكرة. في دراسة الشبكات العصبيّة في الوظيفة المعرفيّة، غالباً ما يُعتبر أساساً عصبونيّاً للتعلُّم غير الخاضع للإشراف.

## التسمية
أول من ذكر علاقة التعلم بالمطاوعة المشبكية كان دونالد هيب في عام 1949 حين كتب: «لنفترض أنه هناك نشاط متعاكس مستمر ومتكرر يحث متغيرات خلوية التي تدعم استقرارها.... وعندما يكون محور عصبي من خلية» أ«قريب كفاية لخلية» ب«بحيث يثيرها بشكل متكرر ومستمر، فإن عملية النمو أو التمثيل الغذائي تتغير في الخليتن بحيث تزيد الكفاءة في الخليتين». لذلك سميت النظرية بإسمه (بالإنجليزية: Hebbian theory) كما تسمى أيضا «قانون هيب»، أو «مسلمة هيب»، أو «نظرية تجميع الخلية».

## المبدأ
من وجهة نظر الخلايا العصبية الاصطناعية والشبكات العصبية الاصطناعية، يمكن وصف مبدأ هيب كوسيلة من وسائل تحديد كيفية تغيير الأوزان بين الخلايا العصبية النموذجية. فالوزن بين اثنين من الخلايا العصبية يزيد إذا تم تنشيط الخلايا العصبية في وقت واحد وتقل نشطتا بشكل منفصل. فالعقد التي تميل إلى أن تكون إما إيجابية أو سلبية على حد سواء في الوقت نفسه لها أوزان إيجابية قوية، في حين تلك التي تميل إلى أن تكون لها أوزان متعاكسة فتصبح سلبية بشكل قوي.
على سبيل المثال، سمعنا كلمة «نوكيا» لسنوات عديدة، ولا تزال نسمعها. كما نسمع نوكيا والهواتف المحمولة. أي أن كلمة 'نوكيا' ارتبطت مع مصطلح 'هاتف محمول' في أذهاننا. في كل مرة نرى هاتف نوكيا، نعزز الرابة بين الكلمتين «نوكيا» و«الهاتف» في أذهاننا. فتصبح العلاقة بين «نوكيا» و«الهاتف المحمول» قوية جدا، بحيث إذا كان شخص ما حاول يقول أن نوكيا هو تصنع السيارات والشاحنات، فإنه يبدو لنا غريبا.
وفيما يلي صيغة وصفية للتعلم هيب: (لاحظ أن أوصاف أخرى كثيرة ممكنة)
{\displaystyle \,w_{ij}=x_{i}x_{j}}
حيث يكون {\displaystyle w_{ij}} هو وزن الرابط بين عصبون {\displaystyle j} بالعصبون {\displaystyle i} و {\displaystyle x_{i}} هو المدخل لعصبون {\displaystyle i}. في شبكة هوبفلد، تحدد مشبكية {\displaystyle w_{ij}} بصفر في حالة {\displaystyle i=j} (لا يسمح بالاتصالات الانعكاسية).
مع الخلايا العصبية الثنائية (تنشيط إما 0 أو 1)، يتم تحديد الاتصالات ب_ 1 إذا كان للخلايا العصبية تفعيل بنفس النمط.

## التعميم والاستقرار
تُعمَّم قاعدة هيب وفق الآتي
{\displaystyle \,\Delta w_{i}=\eta x_{i}y,}
أو التغيير في الوزن المشبكيّ {\displaystyle w_{i}} من الرتبة {\displaystyle i} مُساوٍ لمعدَّل تعلُّم {\displaystyle \eta } مضروباً بالمدخول {\displaystyle x_{i}} من الرتبة {\displaystyle i} مضروباً بالاستجابة بعد المشبكيّة {\displaystyle y}. وغالباً ما يُورَد هذا القانون في حالة خلايا عصبيّة متسلسلة،
{\displaystyle \,y=\sum _{j}w_{j}x_{j},}
ويتطلَّب تبسيط القسم السابق أن يكون كلٌ من معدّل التعلُّم وأوزان المُدخلات 1. يُعتبر هذا الشكل من القاعدة شكلاً غير مستقرّ، كما هو الحال في أي شبكة تحوي إشارة مهيمنة، حيث ستزداد الأوزان المشبكيّة أضعافاً مُضاعفةً. على أي حال، يمكن إثبات أنه بالنسبة إلى أي نموذج عصبونيّ، فإن قاعدة هيب غير مستقرّة. وبناءاً على ذلك، تستخدم نماذج الشبكات العصبونيّة نظريات تعلُّم أُخرى كنظرية BCM أو نظريّة أوجا أو خوارزمية هيب المُعمَّمة.

## التعلّم الهيبيّ للاستثارة الداخليّة
تُبدي العصبونات لدونةً في استثارتها الداخليّة.

## استثناءات
على الرغم من الاستخدام الشائع للنماذج الهيبيّة عند الحديث عن التقوية المشبكيّة طويلة الأمد، توجد بعض الاستثناءات لمبادئ هيب، إذ تُظهر بعض الأمثلة أن هناك جوانباً في نظرية هيب مُغرقة في التبسيط (أي تتناول الأمر ببساطة أكثر من اللازم). أحد أكثر هذه الاستثناءات توثيقاً يتعلَّق بكيفية عدم اقتصار حدوث التعديل المشبكيّ ببساطة بين العصبونين النشيطين A و B فقط، بل إنه يمتد أيضاً باتجاه العصبونات المجاورة أيضاً. وهذا يعود إلى كيفية اعتماد التعديل الهيبيّ على انتقال الإشارة نحو الوراء (بشكل ارتجاعي) بغية تعديل العصبون قبل المشبكي. يُشار إلى أوكسيد النتريك هو أكثر المركبات اكتشافاً قياماً بدور الناقل الارتجاعي في مثل هذه الحالات، والذي بسبب قدرته العالية على الذوبان والانتشار، فإنه يمارس تأثيرات على الخلايا العصبيّة القريبة. يُعاكس هذا النمط من التعديل المشبكيّ المُنتشر المعروف باسم التعلم الحجميّ، النموذَجّ الهيبيّ التقليديّ.

## قراءات للاستزادة
- Hebb، D.O. (1961). "Distinctive features of learning in the higher animal". في J. F. Delafresnaye (Ed.) (المحرر). Brain Mechanisms and Learning. London: Oxford University Press.
- Hebb، D. O. (1940). "Human Behavior After Extensive Bilateral Removal from the Frontal Lobes". Archives of Neurology and Psychiatry. ج. 44 ع. 2: 421–438. DOI:10.1001/archneurpsyc.1940.02280080181011.
- Bishop، C.M. (1995). Neural Networks for Pattern Recognition. Oxford: Oxford University Press. ISBN:0-19-853849-9.
- Paulsen، O.؛ Sejnowski, T. J. (2000). "Natural patterns of activity and long-term synaptic plasticity". Current Opinion in Neurobiology. ج. 10 ع. 2: 172–179. DOI:10.1016/S0959-4388(00)00076-3. PMC:2900254. PMID:10753798.

## روابط خارجيّة
- مراجعة
- دورة عن التعلُّم الهيبيّ (الجزء الأول, الجزء الثاني)